# لو بارلتا
لو بارلتا (به انگلیسی: Lou Barletta) نمایندهٔ حوزه انتخابیه یازدهم پنسیلوانیا از حزب جمهوری‌خواه ایالات متحده آمریکا در مجلس نمایندگان ایالات متحده آمریکا است که برای نخستین‌بار در ۴ ژانویه ۲۰۱۱ میلادی به‌عضویت این مجلس درآمد.